# Amour libre (film, 1974)
Pour les articles homonymes, voir Amour libre (homonymie).
Pour plus de détails, voir Fiche technique et Distribution.
Amour libre (Amore libero) est un film d'aventures érotiques italien réalisé par Pier Ludovico Pavoni et sorti en 1974.

## Synopsis
L'ingénieur Ferrero arrive sur l'île d'Émeraude en tant que surintendant des travaux pour ouvrir une mine d'argent. Il fait la connaissance, entre autres, de la belle indigène Janine et de l'aventurier louche Chaval.

## Fiche technique
- Titre original italien : Amore libero[1] ou Free Love
- Titre français : Amour libre[2]
- Réalisateur : Osvaldo Civirani
- Scénario : Pier Ludovico Pavoni, Guido Leoni, Tomaso Sherman (it), Mario Di Nardo, Enzo Mancini
- Photographie : Fausto Rossi
- Montage : Franco Fraticelli
- Musique : Fabio Frizzi
- Décors et costumes : Nadia Vitali
- Maquillage : Giuseppe Ferranti
- Sociétés de production : Aquila Cinematografica
- Pays de production :  Italie
- Langue originale : italien
- Format : Couleur - 2,35:1 - Son mono - 35 mm
- Durée : 90 minutes
- Genre : comédie
- Dates de sortie :
  - Italie : 14 août 1974

## Distribution
- Laura Gemser : Janine
- Enzo Bottesini : Francesco Ferrero
- Venantino Venantini : Chaval
- Ugo Cardea : Frère Giuseppe
- Olga Bisera : peintre Katia
- Ogilvy Chiffon : Antoine
- Lorenzo Piani :

## Production
C'était le premier film de l'actrice indonésienne Laura Gemser, qui s'est spécialement déplacée en Italie pour avoir l'opportunité d'y participer. L'actrice a été créditée dans le générique du film et sur les affiches publicitaires sous le nom d'Emanuelle, pour faire allusion au rôle-titre du film français Emmanuelle, plus connu.
Le film, tourné aux Seychelles, a fait de Gemser une diva du genre exotique-érotique. Gemser jouait le rôle d'une femme indigène engagée dans une histoire d'amour avec un ingénieur italien, joué par le nouveau venu Enzo Bottesini (qui était brièvement devenu célèbre pour avoir participé pendant plusieurs semaines à Rischiatutto (it), le célèbre télé-crochet de Mike Bongiorno de l'époque), venu sur l'île pour ouvrir une mine d'argent.
Malgré le titre du film, Amour libre, et l'intrigue, qui raconte les relations sexuelles sur une île où la promiscuité est grande, le film est assez chaste avec des nuances dans les moments plus sensuels.